# Knut Kihlgren
Knut Axel Kihlgren, född 14 januari 1895 i Grundsunda församling i Västernorrlands län, död 18 april 1951 i Oscars församling i Stockholm, var en svensk bergsingenjör och företagsledare.
Knut Kihlgren var son till kyrkoherden Nils Johan Kihlgren och växte upp i Ytterhogdal. Efter studentexamen i Östersund 1915 ägnade han sig åt självstudier bland annat på Spetsbergen men intogs 1918 på Kungliga Tekniska Högskolan i Stockholm, där han utexaminerades som bergsingenjör 1922. Han anställdes i Donauländische Telephon AG i Wien 1923, var anställd vid Societa Italo-Svedese i Genua 1924–1926 och var direktör i Societa Ericsson Italiana i samma stad 1926–1930. Åren 1930–1933 var han verkställande direktör i L. M. Ericssons dotterbolag i Argentina samt styrelseledamot där 1930–1933. Åren 1933–1938 var han organisatoriskt ansvarig vid L. M. Ericsson i Stockholm och därefter konsult inom industriell ekonomi och organisation från 1938 till 1944, då han slutligen blev verkställande direktör i Webbers AB.
Han var från 1927 gift med den ryska adelsdamen Marie (Marika) Priklonsky (1902–2005), som var dotter till kammarherre Michail Priklonsky och hovfröken Natalia Tjelisjtjeva. Bland makarna Kihlgrens fyra barn märks läraren Anni Widgren, gift med skådespelaren Olof Widgren, och solistdansösen Vera Kihlgren-Rosén. Kihlgren var även bror till Elow Kihlgren och Sigurd Kihlgren. Makarna Kihlgren är begravda på Skogskyrkogården i Stockholm.